# Bereżanka (rejon czortkowski)
Bereżanka – wieś na Ukrainie w rejonie czortkowskim (do 2020 borszczowskim) należącym do obwodu tarnopolskiego.
Właścicielem wielkiej posiadłości ziemskiej przez pewien czas był hrabia Agenor Maria Gołuchowski.
W II Rzeczypospolitej stacjonowała tu strażnica Korpusu Ochrony Pogranicza.
Do 2020 w rejonie borszczowskim.